# Simeyzon Silveira
Simeyzon Sineliz Fernandes da Silveira, conhecido como Simeyzon Silveira (Goiânia, GO, 29 de julho de 1978), é um pastor evangélico e político brasileiro, ex-deputado estadual por Goiás.

## Biografia
Simeyzon é filho dos Apóstolos Sinomar e Elizabeth Fernandes, fundadores do Ministério Luz para os Povos, sediado em Goiânia, e um dos pastores da igreja, com sua esposa. Divorciado, tem dois filhos. Também é professor de História, formado pela Universidade Salgado de Oliveira.
Entrou na política em 2002, filiado ao Partido Social Cristão, tornando-se presidente do PSC Jovem em Goiás; em 2004 foi nomeado assessor especial do prefeito e de 2005 a 2007 foi presidente do Banco do Povo do município de Goiânia. Em 2006, candidatou-se a deputado estadual pelo PMDB, mas não foi eleito. Em 2008, foi eleito vereador e se tornou presidente da comissão Esporte, Lazer e Turismo na Câmara Municipal de Goiânia.
Nas eleições de 2010, ficou como primeiro suplente de deputado estadual. De dezembro de 2011 a maio de 2012 assumiu a Secretaria Extraordinária de Integração municipal. Foi candidato a prefeito da cidade de Goiânia pelo Partido Social Cristão em 2012.
Com a renúncia do deputado Misael Oliveira, eleito prefeito de Senador Canedo, Simeyzon assumiu em 2 de janeiro de 2013 uma vaga na Assembleia Legislativa de Goiás. No mesmo ano, assumiu a presidência da Comissão de Minas e Energia da Alego. Nas eleições de 2014, foi reeleito deputado estadual de Goiás pelo PSC. No ano seguinte, assumiu a presidência da Comissão de Turismo, a vice-presidência e depois a presidência da Comissão de Minas e Energia e como membro titular da Comissão de Constituição, Justiça e Redação. No início de 2016, assumiu a direção estadual do PSC. Ao longo do mandato, também presidiu a Comissão de Minas e Energia, o Fórum do Setor Energético e como membro titular da CCJ.
 

Em 2017, Simeyzon recebeu a Medalha da Ordem do Mérito Tiradentes no grau Grande Oficial. Em abril de 2018, filiou-se ao Partido Social Democrático. Nas eleições daquele ano, ficou como suplente. Foi nomeado diretor de Assuntos Institucionais da Assembleia Legislativa de Goiás em 2019 e em 2020 assumiu a direção do PSD Metropolitano. Nas eleições de 2022, foi candidato a primeiro suplente de Vilmar Rocha ao Senado. Exerceu a função de diretor de Relações Institucionais da Federação do Comércio de Bens, Serviços e Turismo do Estado de Goiás (Fecomércio-GO).